# Kazimierz Garbacik
Kazimierz Garbacik (ur. 6 listopada 1927 w Sobniowie, zm. 11 grudnia 2021) – pułkownik Wojska Polskiego, członek Wojskowej Rady Ocalenia Narodowego, szef Wojewódzkiego Sztabu Wojskowego w Łodzi w latach 1980–1988.

## Życiorys

### Kariera wojskowa
Syn Marii i Andrzeja, pracownika PKP zamordowanego w Auschwitz. W 1944 wraz z rodziną został wywieziony do Austrii, skąd do kraju wrócił w sierpniu 1945. W styczniu 1947 wstąpił do PPR. Od czerwca 1948 służył w 5 Pułku KBW. Absolwent Oficerskiej Szkoły KBW. Ukończył również Akademię Sztabu Generalnego WP. Był komendantem Szkoły Podoficerskiej 1 Specjalnej Brygady KBW w latach 1953–1954 oraz wykładowcą taktyki w Oficerskiej Szkole i Ośrodku Szkolenia KBW w latach 1957–1963. Później był dowódcą 8 Łódzkiego Pułku Wojsk Obrony Wewnętrznej. W latach 1975–1979 dowodził 1 Mazowiecką Brygadą Wojsk Obrony Wewnętrznej. Od 1979 do 1988 był szefem Wojewódzkiego Sztabu Wojskowego w Łodzi. Członek WRON.
Członek egzekutywy Komitetu Partyjnego Wojsk Wewnętrznych, sekretarz POP sztabu pułku, członek Komitetu Partyjnego PZPR Szkoły Oficerskiej.
Zmarł 11 grudnia 2021 roku w wieku 94 lat. Został pochowany na cmentarzu przy ulicy Ogrodowej w Łodzi.

### Odznaczenia i wyróżnienia
Odznaczony m.in. Krzyżem Komandorskim, Oficerskim oraz Kawalerskim Orderu Odrodzenia Polski, a także Srebrnym i Złotym Krzyżem Zasługi. W 1979 wpisany do Honorowej Księgi Czynów Żołnierskich oraz wyróżniony Złotą odznaką honorową "Za Zasługi dla Warszawy".